# Берестовацька волость
Берестовацька волость — історична адміністративно-територіальна одиниця Бердянського повіту Таврійської губернії.
Станом на 1886 рік складалася з 13 поселень об'єднаний в єдину сільську громаду. Населення — 8868 осіб (4431 чоловічої статі та 4437 — жіночої), 1185 дворових господарств.
|                     | Площа, десятин | У тому числі орної, дес. |
| ------------------- | -------------- | ------------------------ |
| Сільських громад    | 23525          | 15460                    |
| Приватної власності | —              | —                        |
| Казенної власності  | —              | —                        |
| Іншої власності     | 114            | 114                      |
| Загалом             | 23639          | 15574                    |